# 埼玉県済生会加須病院
社会福祉法人恩賜財団済生会支部 埼玉県済生会加須病院（しゃかいふくしほうじんおんしざいだんさいせいかいしぶ さいたまけんさいせいかいかぞびょういん）は、埼玉県加須市上高柳にある医療機関。社会福祉法人恩賜財団済生会支部埼玉県済生会が運営する病院である。
院是は「心」。

## 沿革
- 1989年（平成元年）7月1日 - 北葛飾郡栗橋町（当時）の誘致によって、埼玉県済生会3番目の病院として設立・栗橋町小右衛門714-6に「埼玉県済生会栗橋病院」を開院。
- 1990年（平成2年）3月30日 - 救急指定病院として認定。
- 1997年（平成9年）10月8日 - 埼玉県災害拠点病院に指定。
- 2006年（平成18年）
  - 7月1日 - DPC準備病院となる。
  - 9月11日 - 管理型臨床研修病院指定
- 2007年（平成19年）8月17日 - 地域医療支援病院の名称使用の承認。
- 2008年（平成20年）7月1日 - 地域医療連携センターの新設。
- 2011年（平成23年）12月12日 - 地域救急センターを開設する。
- 2014年（平成26年）1月23日 - 災害派遣医療チーム埼玉DMAT指定病院として指定される。また埼玉県特別機動援助隊「SMART」に登録。
- 2017年（平成29年）4月1日 - 内視鏡センター開設。
- 2018年（平成30年）
  - 4月1日 - 入退院支援センター開設。
  - 9月25日 - （仮称）埼玉県済生会加須医療センターの建設及び運営等に関する基本協定書を加須市と締結する。[4]
- 2020年（令和2年）
  - 4月1日 - 臨床研修センター開設。
  - 6月1日 - 埼玉県加須市上高柳1680番地に移転し、病院名を「埼玉県済生会加須病院」として開院する。
    - 同日 - 埼玉県内11ヵ所目となる救命救急センターに指定され、開設する。
    - 同日 - 病院内に埼玉東部消防組合救急ワークステーションを開設する。[5]

## 診療科
この節の出典
- 内科
- 呼吸器内科
- 消化器内科
- 脳神経内科
- 糖尿病・内分泌内科
- 腎臓内科
- 漢方内科
- 血液内科
- 循環器内科
- 小児科
- 外科
- 呼吸器外科
- 乳腺外科
- 心臓血管外科
- 脳神経外科
- 泌尿器科
- 耳鼻咽喉科
- 眼科
- 皮膚科
- 整形外科
- 形成外科
- 救急科
- リハビリテーション科
- 放射線科
- 麻酔科

## 医療機関の指定など
- 保険医療機関
- 労災保険指定医療機関
- 指定自立支援医療機関（更生医療・育成医療）
- 身体障害者福祉法指定医の配置されている医療機関
- 生活保護法指定医療機関
- 原子爆弾被爆者一般疾病医療取扱医療機関
- 第二種感染症指定医療機関
- 公害医療機関
- 地域医療支援病院
- 災害拠点病院
- 臨床研修指定病院
- 特定疾患治療研究事業委託医療機関
- 小児慢性特定疾患治療研究事業委託医療機関
- 無料低額診療事業実施医療機関
- 埼玉DMAT指定病院(2014年1月23日指定)
- 救命救急センター

## アクセス
病院公式サイトを参照